# Siba Shakib
Siba Shakib (in persiano: زیبا شکیب; Teheran, 31 dicembre 1969) è una scrittrice, regista e attivista iraniana.
Autrice di "Afghanistan, dove Dio viene solo per piangere" (Afghanistan, Where God Only Comes to Weep), best seller tradotto in 27 lingue e vincitore del premio P.E.N.
Autrice del romanzo "Mille volte Gioia" pubblicato nel 2023.

## Biografia
Nasce e cresce a Tehran, Iran dove frequenta una scuola tedesca, la Deutsche Schule. Si laurea in Germania nell'Università di Heidelberg.
Scrittrice e realizzatrice di documentari e film, ha viaggiato in Afghanistan molte volte negli ultimi anni, visitando il nord e il territorio comandato dai talebani. Diversi dei suoi documentari sono stati premiati, inclusa una testimonianza sugli orrori della vita in Afghanistan e della condizione delle donne afghane.
Vive tra New York, l'Italia e Dubai.

## Carriera
Prima di scrivere il suo romanzo d'esordio, Siba Shakib era giornalista musicale e presentatrice radio. A stretto contatto con gli artisti emergenti ma anche con i grandi della musica, ha intervistato tra gli altri per la televisione Miles Davis, Tina Turner e Mick Jagger. Durante queste interviste e colloqui ha spesso offerto valutazioni politiche riscuotendo grande successo nel pubblico giovanile.
Negli anni seguenti, inizia a produrre film e documentari che testimoniano la situazione economica e sociale delle popolazioni bisognose in diverse parti del mondo.
Dall'inizio degli anni novanta Siba Shakib ha lavorato prevalentemente in due Paesi: l'Iran, dove è nata e cresciuta e l'Afghanistan. Il suo film A Flower for the Women of Kabul - Un fiore per le Donne di Kabul - ricevette in Germania nel 1998, in occasione del 50º anniversario della dichiarazione sui Diritti Umani delle Nazioni Unite, il premio per il film sui Diritti Umani.
Shakib utilizza spesso i ricavati dei suoi film e dei suoi libri per contribuire nella costruzione di centri femminili a Kabul.
Siba Shakib si trovava a New York, ultimando il suo primo romanzo "Afghanistan, Where God Only Comes to Weep" (Afghanistan, dove Dio viene solo per piangere), quando avvenne l'attacco terroristico dell'11 settembre al World Trade Center. Per una settimana contribuì supportando lo staff della televisione tedesca ARD nel raccontare e ricostruire gli eventi.
All'inizio del 2002, il Ministro tedesco della Difesa ha beneficiato dell'intuito e della conoscenza dell'Afghanistan di Siba Shakib cercando spunti e collaborazione come consulente per le loro truppe di pace, ISAF in Afghanistan.Più tardi la sua attività si estese nel supporto e nella consulenza delle truppe NATO durante la guerra. 
Il suo primo romanzo "Afghanistan, Where God Only Comes to Weep" è stato tradotto in 27 lingue ed ha ricevuto numerosi premi e riconoscimenti. Lavori artistici, associazioni umanitarie, pozzi d'acqua ed asili sono stati denominati Shirin-Gol e con altri nomi riconducibili al suo romanzo.
Il secondo romanzo "Samira and Samir" tradotto in italiano in "La Bambina che non esisteva", ambientato nuovamente in Afghanistan, riscuote molto successo.

## Progetti futuri
Siba Shakib sta attualmente lavorando a due nuovi progetti letterari, un romanzo ambientato in Iran sull'attività petrolifera e alla storia di un giovane iraniano, che perde la propria identità per crearne una nuova come donna attraente e carismatica.
Il primo, in particolare, è "Eskandar" ed è stato pubblicato in tedesco e in inglese,  in lingua italiana ha invece come titolo "Il sussurro della montagna proibita". 
Shakib è inoltre impegnata nell'adattamento del suo secondo best seller internazionale Samira and Samir per la realizzazione di un film. Ha per questo ottenuto, allo stato attuale, finanziamenti dalla tedesca German Filmstiftung NRW per portare l'opera a compimento. Shakib ne ha scritto il copione e sarà lei stessa, come regista, a dirigere il film.

## Opere

### Libri
- Afghanistan, dove Dio viene solo per piangere, traduzione di Fabrizia Fossati, edizione Piemme.
- La bambina che non esisteva, traduzione di Claudia Lionetti, edizione Piemme.
- Il sussurro della montagna proibita, traduzione di Roberta Cristofani, edizione Piemme.
- Mille volte Gioia, traduzione di Francesca Sassi, edizione Libreria Pienogiorno.

### Film
- A Flower for the Women in Kabul - 50 years UN (1998), regista, (primo premio film sui diritti umani)
- Alone in Afghanistan - the story of a nurse and her hospital (1997) regista
- And Hope Remains: the story of a child soldier (1996), regista e scrittrice
- Tonino the Camora (1995), regista
- Shoes - a little psychology (1992), regista
- Iran - 10 year post Revolution (1989), regista
- Mahmoudy versus Mahmoody, regista
- Gemini[4]